# Saale-Orla-Kreis
Saale-Orla-Kreis – powiat w niemieckim kraju związkowym Turyngia. Siedzibą powiatu jest Schleiz.

## Podział administracyjny
W skład powiatu Saale-Orla wchodzi:
- dwanaście gmin miejskich (Stadt)
- trzy gminy wiejskie (Gemeinde)
- cztery wspólnoty administracyjne (Verwaltungsgemeinschaft)

Miasta:
| Lp. | Nazwa miasta         | Ludność (31 grudnia 2018) | Powierzchnia km² |
| --- | -------------------- | ------------------------- | ---------------- |
| 1   | Bad Lobenstein       | 5931                      | 48,94            |
| 2   | Gefell               | 2468                      | 45,21            |
| 3   | Hirschberg           | 2123                      | 24,12            |
| 4   | Neustadt an der Orla | 10 653                    | 127,90           |
| 5   | Pößneck              | 11 924                    | 24,45            |
| 6   | Ranis                | 1708                      | 10,55            |
| 7   | Saalburg-Ebersdorf   | 3414                      | 71,89            |
| 8   | Schleiz              | 9018                      | 122,37           |
| 9   | Tanna                | 3548                      | 87,18            |
| 10  | Triptis              | 3663                      | 32,96            |
| 11  | Wurzbach             | 3098                      | 72,31            |
| 12  | Ziegenrück           | 657                       | 8,24             |

Gminy:
| Lp. | Nazwa gminy            | Ludność (31 grudnia 2018) | Powierzchnia km² |
| --- | ---------------------- | ------------------------- | ---------------- |
| 1   | Kospoda                | 382                       | 6,14             |
| 2   | Remptendorf            | 3388                      | 97,32            |
| 3   | Rosenthal am Rennsteig | 3996                      | 56,49            |

Wspólnoty administracyjne:
| Lp. | Nazwa wspólnoty administracyjnej | Ludność (31 grudnia 2018) | Powierzchnia km² | Liczba gmin |
| --- | -------------------------------- | ------------------------- | ---------------- | ----------- |
| 1   | Oppurg                           | 5409                      | 97,76            | 13          |
| 2   | Ranis-Ziegenrück                 | 6913                      | 130,99           | 13          |
| 3   | Seenplatte                       | 4500                      | 107,63           | 12          |
| 4   | Triptis                          | 5939                      | 87,64            | 9           |

## Zmiany administracyjne
- 31 grudnia 2013
  - przyłączenie gminy Chursdorf do gminy Dittersdorf
  - wstąpienie gminy Krölpa do wspólnoty administracyjnej Ranis-Ziegenrück
- 1 stycznia 2019
  - rozwiązanie wspólnoty administracyjnej Saale-Rennsteig
  - utworzenie gminy Rosenthal am Rennsteig
  - przyłączenie gminy Bucha do gminy Knau
  - przyłączenie gminy Stanau do miasta Neustadt an der Orla
  - przyłączenie gminy Crispendorf do miasta Schleiz
- 31 grudnia 2019
  - przyłączenie gminy Burgk do miasta Schleiz
  - przyłączenie gmin Linda bei Neustadt an der Orla, Knau oraz Dreba do miasta Neustadt an der Orla